# Freddy Bichot

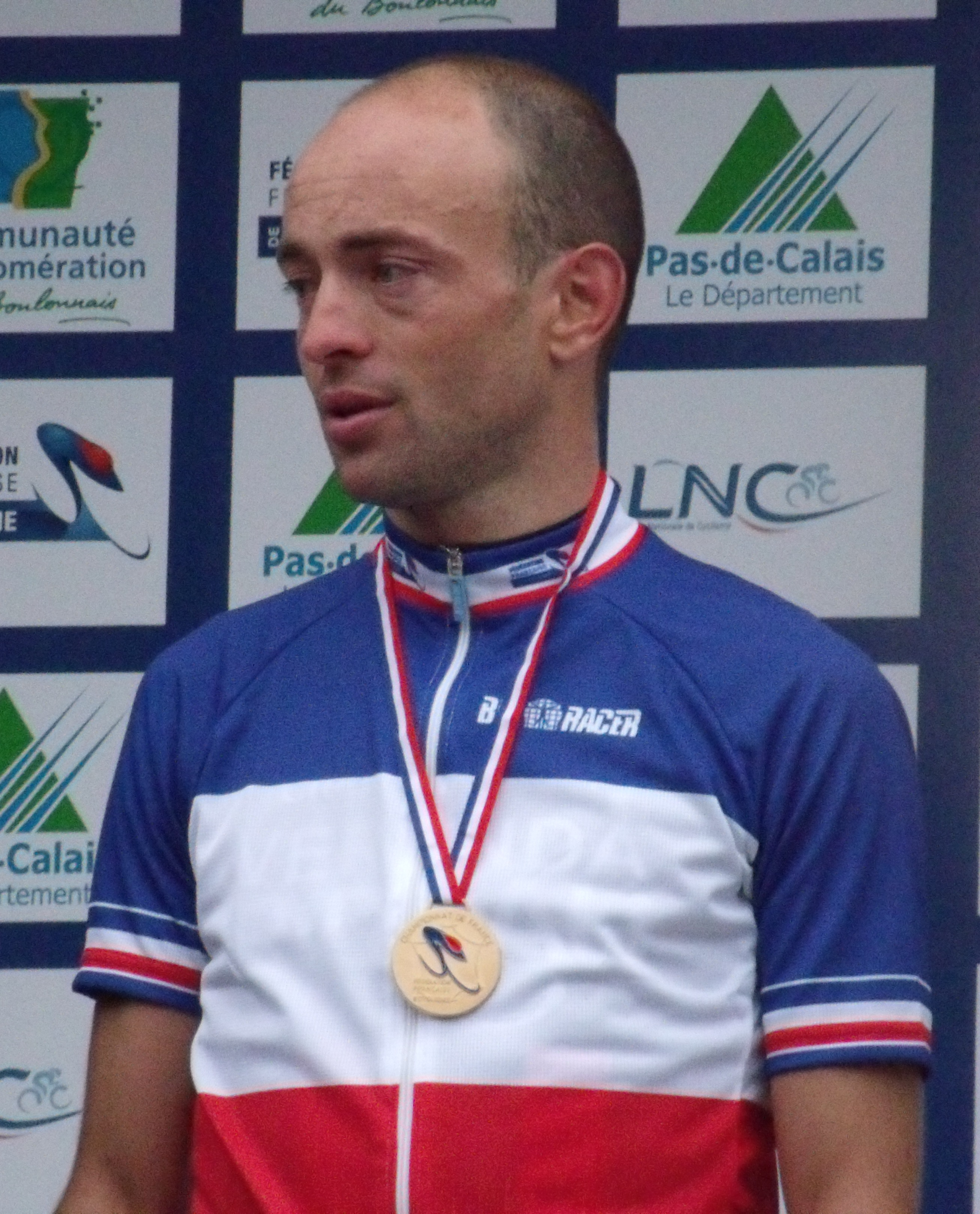
Freddy Bichot bei der französischen Meisterschaft 2011

Freddy Bichot (* 9. September 1979 in Château-Gontier) ist ein französischer Radrennfahrer.
Bichot wurde 2003 Profi bei Barloworld. Nach einem Jahr wechselte er zu La Française des Jeux, wo er auch derzeit fährt. 2005 konnte er eine Etappe und die Gesamtwertung beim Étoile de Bessèges gewinnen.
Noch als Amateur war Bichot 2002 bei den Französischen Meisterschaften positiv auf Corticoide getestet worden und wurde wegen Dopings sechs Monate, davon zwei auf Bewährung, gesperrt.

## Erfolge
2005
- Gesamtwertung Étoile de Bessèges

2008
- Boucles de la Mayenne

2009
- Les Boucles du Sud Ardèche
- eine Etappe Tour de Normandie
- eine Etappe Tour de Wallonie
- eine Etappe Paris–Corrèze

2011
- Französischer Amateurmeister

## Teams
- 2003 Team Barloworld
- 2004 fdjeux.com
- 2005 La Française des Jeux
- 2006 La Française des Jeux
- 2007 Agritubel
- 2008 Agritubel
- 2009 Agritubel
- 2010 Bbox Bouygues Télécom
- 2011 Véranda Rideau Sarthe
- 2012 Véranda U